# Proksima Kentavra b
Proksima Kentavra b (tudi Proksima b ali Alfa Kentavra Cb) je zunajosončni planet, ki kroži v naseljivem območju okrog najbližje zvezde od Sonca – rdeče pritlikavke Proksime Kentavra, same članice trozvezdja. Leži na oddaljenosti 4,2 svetlobnih let (1,3 parseka, 40 bilijonov km) od Zemlje v ozvezdju Kentavra in je tako najbližji znani zunajosončni planet stran od Osončja.
Proksima Kentavra b kroži okrog zvezde z glavne veje spektralnega tipa M6Ve, na razdalji približno 0,05 a.e. z orbitalno periodo približno 11,2 Zemeljskih dni, njegova ocenjena masa pa je vsaj 1,3 krat Zemljine. Njegova naseljivost še ni bila ugotovljena, čeprav je malo verjetno, da bi bil naseljiv, predvsem zato, ker je podvržen tlakom zvezdnega vetra, ki so več kot 2000-krat večji od tistih na Zemlji zaradi Sončevega vetra.
Odkritje planeta so objavili avgusta 2016 člani Evropskega južnega observatorija (ESO). Odkrili so ga s pomočjo metode radialnih hitrosti, kjer periodični Dopplerjevi premiki spektralnih črt osrednje zvezde nakazujejo krožeče telo. Iz teh podatkov izhaja, da se radialna hitrost starševske zvezde relativno glede na Zemljo spreminja z amplitudo približno 2 m/s. Po Guillemu Anglada‐Escudéu njegova relativna bližina Zemlji omogoča priložnost za robotsko raziskovanje planeta s projektom Starshot ali vsaj »v prihodnjih desetletjih«.